# La mujer perfecta (telenovela)
La mujer perfecta es una novela dramática venezolana producida y transmitida por Venevisión en el año 2010. Escrita por Leonardo Padrón. 
Protagonizada por Mónica Spear y Ricardo Álamo, y con las participaciones antagónicas de  Ana Karina Manco, Jean Carlo Simancas, Alba Roversi y Jerónimo Gil. Cuenta además con las actuaciones co-protagónicas de Marlene De Andrade, Marisa Román, Flavia Gleske, Mariaca Semprún, Eduardo Orozco, Manuel Sosa, Eduardo Serrano, Guillermo García y Albi De Abreu. 
Comenzó a transmitirse el 1 de septiembre de 2010 y culminó el 14 de marzo de 2011 con un capítulo final de 2 horas. Posteriormente fue retransmitido por el canal por cable Venevisión Plus desde el 28 de enero de 2013, de lunes a viernes a las 7:00 p. m. (hora de Venezuela) hasta el 8 de agosto del mismo año.

## Sinopsis
Esta es la historia de seis mujeres, Micaela, Gala, Eva, Lucía, Carolina y Shirley que viven en un país (Venezuela) donde muchas luchan por convertirse en lo que todo hombre sueña: la mujer perfecta. 
Algunas de ellas, para lograrlo, lo intentarán todo: cirugías, ejercicios, dietas, botox. Otras, en cambio, ni siquiera desearán lograrlo. Pero es, sobre todo, una historia sobre las distintas formas del amor, el imperio de la vanidad, la exclusión social, la ambición, la fama y sus delirios, el culto al ego y la familia como fortaleza.
Esta es la historia de todas ellas, pero también es la historia de los hombres que conocieron a esas mujeres, Santiago, Larry, Javier Tiberio El Nené, Cruz Mario, Lucho, Daniel y Guillermo, amándolas o desamándolas. Y es la historia de un país en el cual ser la mujer perfecta se ha convertido en la mayor de las obsesiones.
Esta novela abarca a su vez el Síndrome de Asperger. Lo que hace que Micaela experimente una nueva experiencia nunca antes vivida llamada el amor, comenzara a adaptarse a un mundo en el que siente las conocidas mariposas en el estómago por su jefe Santiago Reverón, un hombre atractivo, bueno y apasionado, es un cirujano estético profesional conocido como el Dr. Botox , Santiago siente una atracción muy grande por Micaela al conocerla, ya que se da cuenta de que ella es diferente a las demás mujeres, ve en ella una mujer tierna y especial la cual siente la necesidad de protegerla de las burlas y el desprecio del mundo exterior, para desgracia Santiago está casado con Gala Moncada, una actriz famosa del país, conocida por protagonizar distintas telenovelas, que detrás de su gentileza oculta una persona egocéntrica y manipuladora, Micaela tendrá que luchar día a día contra un mundo lleno de personas malas e hipócritas que la juzgarán por ser diferente al tener el Síndrome de Asperger y junto a Santiago tendrán que luchar contra la envidia y maldad por su amor y así Santiago poder estar con la mujer perfecta para él.

## Elenco
- Mónica Spear(†) - Micaela Gómez Valdés
- Ricardo Álamo - Santiago Reverón Pacheco
- Ana Karina Manco - Gala Moncada Montiel de Reverón
- Eduardo Orozco - Larry Corona
- Marlene De Andrade - Eva Gómez Valdés de López
- Manuel Sosa - Javier Tiberio "El Nené" López
- Marisa Román - Lucía Reverón Pacheco
- Flavia Gleske - Carolina Toro de Pimentel
- Jean Carlo Simancas - Cruz Mario Polanco
- Mariaca Semprún - Shirley Pastora Gómez Valdés "La Popular Shirley"
- Albi De Abreu - Luis "Lucho" Montilla
- Guillermo García - Daniel Sanabria
- Eduardo Serrano - Guillermo Toro
- Alba Roversi - Minerva León
- Carolina Perpetuo - Renata Volcán de Sanabria
- Ana María Simon - Karla Troconis
- Jerónimo Gil - Betulio "Beto" Pimentel
- Elba Escobar - Estrella Valdés
- Julie Restifo - Antonella "Nella" Montiel Vda. de Moncada
- Beatriz Valdés - Maruja Pacheco Vda. de Reverón
- Gustavo Rodríguez(†) - Saturno Luna
- Milena Santander - Presentación Valdés
- Héctor Manrique - Willie Troconis
- Manuel Salazar - Rolando Gómez
- Andreina Yépez - Bambi Valladares
- Alejandro Corona - Tarzán Valladares
- Claudia La Gatta - Chabela Andrade
- Carlos Arraiz - Marlon Pájaro
- Magaly Serrano - Keyla
- Martin Peyron - Emerson Hinojosa
- Anabela Troconis
- Jesús Nunes - Quintín
- Grecia Augusta - Carmencita
- Alicia Hernández
- Mayela Caldera
- Yuvanna Montalvo - Chantal
- María Alesia Machado
- Kristel Krause
- Lili Tarabella - Daniela Corona Troconis
- Sandra Yajure - Celina

### Actuaciones especiales
- Rosalinda Serfaty - Raquel Rojas, Directora de Sovenia
- Marco Antonio Alcalá - Jorge Sánchez
- Rafael Romero - Comisario Pereira
- Laureano Olivares - Yerson
- Hernán Iturbe - Jefe de mesoneros
- Marcos Moreno - DT del equipo de fútbol
- José Luis Zuleta - Director de la telenovela de Gala Moncada, "Te Amaré Por Siempre"
- Ligia Duarte - Madre de Karla
- Vladimiro Rivas - Jefe de policía
- Cristhian González - Hermano de Lucho
- Mario Sudano - Toribio "El Gran Tsunami"
- Guillermo Pérez - Rubén
- Edgard Serrano - Comisario Perales
- Miguel Gutiérrez - El malandro Ramón
- José Madonía - Dr. Augusto Linares, oncólogo
- Esmeralda Yaniche - Modelo
- Flory Diez - Modelo
- Pedro Pablo Porras - Ricardo
- Erick Noriega - Cheo
- Esperanza Magaz(†) - Olga Díaz
- Daniela Bascopé - Arelis, la exnovia de Lucho
- Raúl Amundaray(†) - Acompañante ocasional de "Perla" la Dama de Compañía (Eva Gómez)
- Maricarmen Sobrino - Presentadora del talk-show
- Roque Valero - El cantautor del desfile de moda
- Luis Perdomo - El diseñador del desfile de moda
- Daniela Alvarado - Ella misma
- Osmel Sousa - El Mismo
- Leo Aldana - Mesonero Cap -80
- Leonardo Villalobos - Él mismo
- Hany Kauam - El cantautor del matrimonio de Eva y Polanco
- Santiago Cruz - El cantautor del bar al que van Lucía y Nené
- Gilberto Santa Rosa - El concertista en el restaurante al que van Maruja y Guillermo, y Lucho y Shirley
- Mimí Lazo - Ella misma
- Catherine Fulop - Ella misma
- Hilda Abrahamz - Ella misma
- Damián Genovesse - Él mismo y Cirilo, el novio de Shirley en la telenovela "Te amaré por siempre"
- Abril Schreiber - Ella misma como la protagonista de la telenovela "Te amaré por siempre"
- Luis David Díaz - Él mismo como protagonista de la telenovela "Te amaré por siempre"
- Laura Vieira - Presentadora del estreno de la telenovela "Te amaré por siempre"
- Tania Sarabia - Ella misma
- Giselle Reyes - Ella misma
- Carmen Julia Álvarez - Ella misma
- Yordano - El cantautor de la reconciliación de Karla y Larry
- Jorge Palacios - Papá de Chantal
- Mayela Caldera Desiree

## Música
| Música incidental: César Muñoz |                                     |                                              |
| Canciones:                     |                                     |                                              |
| Tema                           | Intérprete                          | Descripción                                  |
| La mujer perfecta              | Hany Kauam                          | Tema de Santiago Reverón y Micaela Goméz.    |
| Tú eres perfecta               | Oscarcito Ft. Manuel "Coko" Sosa    | Tema del Nené López y Eva Gómez.             |
| Y tú, y yo                     | Gilberto Santa Rosa Ft. Kany García | Tema de Guillermo Toro y Maruja Reverón.     |
| Eres tú                        | Cuarto Poder                        | Tema de la Popular Shirley.                  |
| Corazón ciego                  | Mariaca Semprún                     | Tema de la Popular Shirley y Lucho Montilla. |
| Y si te quedas qué             | Santiago Cruz                       | Tema de Guillermo Toro y Lucía Reverón.      |
| De qué me sirve la vida        | Camila                              | Tema de Carolina Toro y Daniel Sanabria.     |
| Déjame amarte                  | EXP                                 | Tema del Nené López y Lucía Reverón.         |
| Un minuto y ya                 | Yordano                             | Tema de Larry Corona y Karla Troconis.       |

## Emisión
- Esta producción logró alcanzar el primer lugar de sintonía nacional tras el estrepitoso fracaso de Harina de otro costal. Por su parte, esta logró un rotundo e indiscutible éxito.
- Según sondeos de opinión, esta ha sido "la mejor telenovela de todos los tiempos" (sic).[3]
- Por medio de esta telenovela, a través del personaje de Micaela se difundió en Venezuela mucho acerca del síndrome de Asperger, tanto así que muchas personas llegaron a descubrir que tenían la condición sin haberlo sabido antes. Lo que hasta entonces se conocía del síndrome en dicho país era muy poco.[5]
- A raíz del éxito obtenido, Mónica Spear llegó a ser embajadora de fundaciones que asisten niños con condiciones especiales.
- La telenovela se tenía planeada retransmitir en 2014 como homenaje a Mónica Spear,[6] pero luego fue cancelado por descontento de los fanáticos.[7]